# Three Way
Three Way is een plaats (city) in de Amerikaanse staat Tennessee, en valt bestuurlijk gezien onder Madison County.

## Demografie
Bij de volkstelling in 2000 werd het aantal inwoners vastgesteld op 1375.
In 2006 is het aantal inwoners door het United States Census Bureau geschat op 1350, een daling van 25 (-1,8%).

## Geografie
Volgens het United States Census Bureau beslaat de plaats een oppervlakte van
10,0 km², geheel bestaande uit land.

## Plaatsen in de nabije omgeving
De onderstaande figuur toont nabijgelegen plaatsen in een straal van 16 km rond Three Way.